# Franca Glacier
Franca Glacier är en glaciär i Antarktis. Den ligger i Västantarktis. Argentina, Chile och Storbritannien gör anspråk på området. Franca Glacier ligger 653 meter över havet.
Terrängen runt Franca Glacier är kuperad åt nordost, men åt sydväst är den bergig.  Trakten är obefolkad. Det finns inga samhällen i närheten.